# Cactusuil
De cactusuil of kabouteruil (Micrathene whitneyi) is de kleinst bekende uil. Hij leeft in het zuidwesten van Noord-Amerika.

## Beschrijving
De cactusuil is 13 tot 14 cm lang en weegt gemiddeld 40 gram. Hij heeft een gedrongen lichaam, een korte staart en een ronde kop zonder oorpluimen.
De cactusuil is een nachtdier dat nestelt in holen van spechten, die in een saguaro of in bomen zoals Platanus wrightii zijn uitgehakt. Hierin worden ongeveer drie eieren gelegd.

## Verspreiding en leefgebied
De cactusuil komt voor in de Verenigde Staten (zuidoostelijk Californië, zuidelijk Arizona, Texas en New Mexico) en in het westen van Mexico. Er worden vier ondersoorten onderscheiden:
- M. w. whitneyi: de zuidwestelijke Verenigde Staten en noordwestelijk Mexico.
- M. w. idonea: van zuidelijk Texas tot centraal Mexico.
- M. w. sanfordi: zuidelijk Baja California.
- M. w. graysoni: Sorocco-eiland nabij westelijk Mexico.

De cactusuil leeft in droge gebieden met een struikvormige vegetatie en cactussen (de chaparral). Hij trekt in het voorjaar naar het noorden (Arizona, Califonië en Nieuw Mexico) en overwintert in Midden- en Zuid-Mexico.

## Naamgeving
In de wetenschappelijke naam Micrathene zijn de Griekse woorden mikros (klein) en Athene te herkennen. Pallas Athene was de Griekse godin van de wijsheid, met als symbool de uil. De soortnaam verwijst naar Amerikaans geoloog Josiah Dwight Whitney (1819–1896) daarom wordt de soort in andere talen wel Whitney's uil genoemd.

## Status
De grootte van de populatie is in 2019 geschat op 72.000 volwassen vogels. Op de Rode lijst van de IUCN heeft deze soort de status niet bedreigd.